# Drassyllus coajus
Drassyllus coajus Platnick & Shadab, 1982 è un ragno appartenente alla famiglia Gnaphosidae.

## Etimologia
Il nome proprio deriva da un'arbitraria combinazione di lettere, come indicato dallo stesso descrittore nella pubblicazione. In realtà sembra comunque riferirsi in parte alla località messicana di rinvenimento: Coajomulco.

## Caratteristiche
Fa parte dell'insularis-group di questo genere e ha notevoli somiglianze con D. mazus; se ne differenzia per la forma rettangolare dell'epigino .
L'olotipo femminile più grande rinvenuto ha lunghezza totale è di 5,83mm; la lunghezza del cefalotorace è di 2,28mm; e la larghezza è di 1,73mm.

## Distribuzione
La specie è stata reperita nel Messico centrale: in località Coajomulco, nello stato di Morelos.

## Tassonomia
Al 2015 non sono note sottospecie e dal 1982 non sono stati esaminati nuovi esemplari